# Copris amabilis
Copris amabilis là một loài bọ cánh cứng trong họ Bọ hung (Scarabaeidae).